# وردوا
شهر وردوا (به آلمانی: Werdau) در ایالت زاکسن در کشور آلمان واقع شده‌است.

## نگارخانه

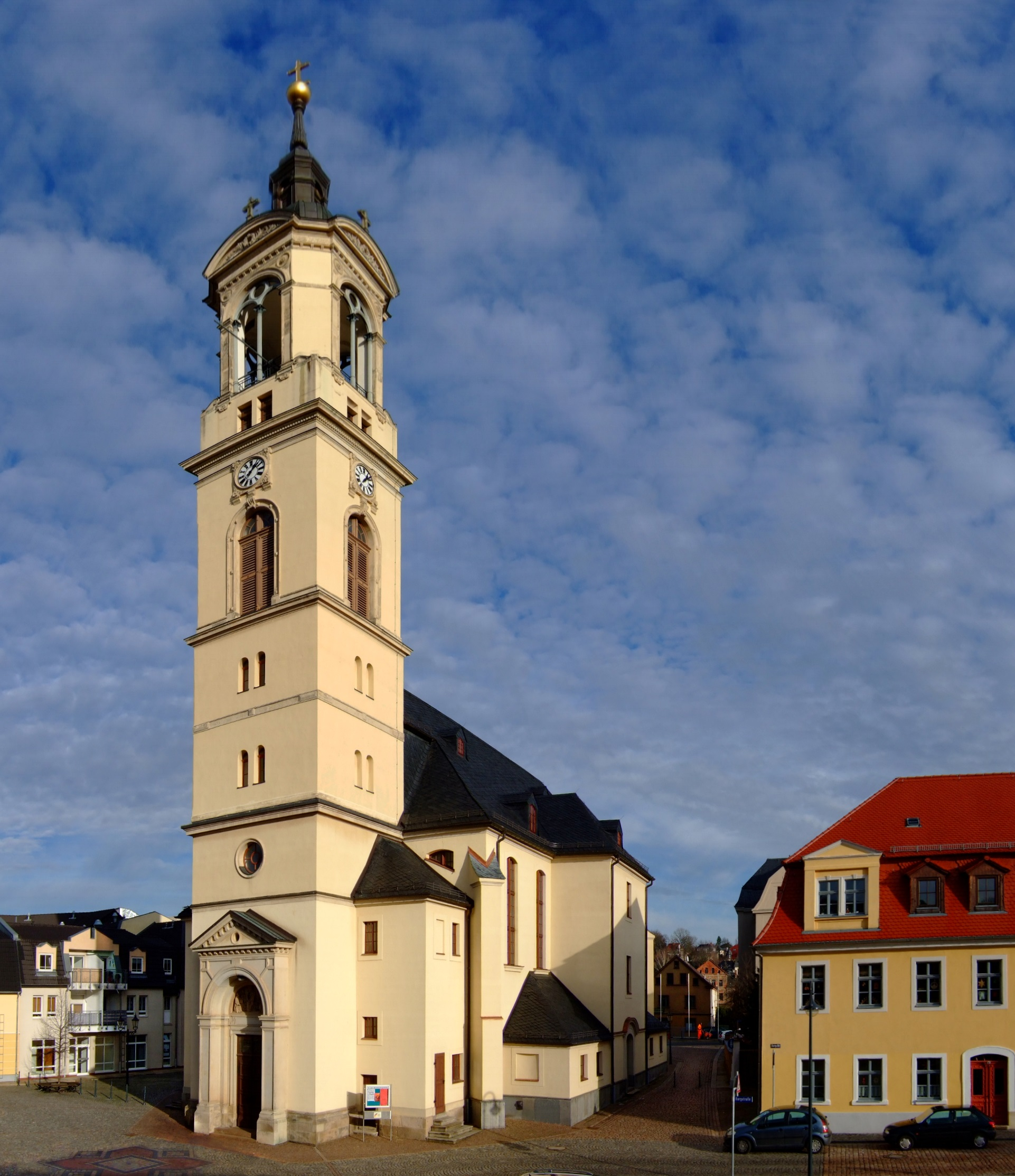
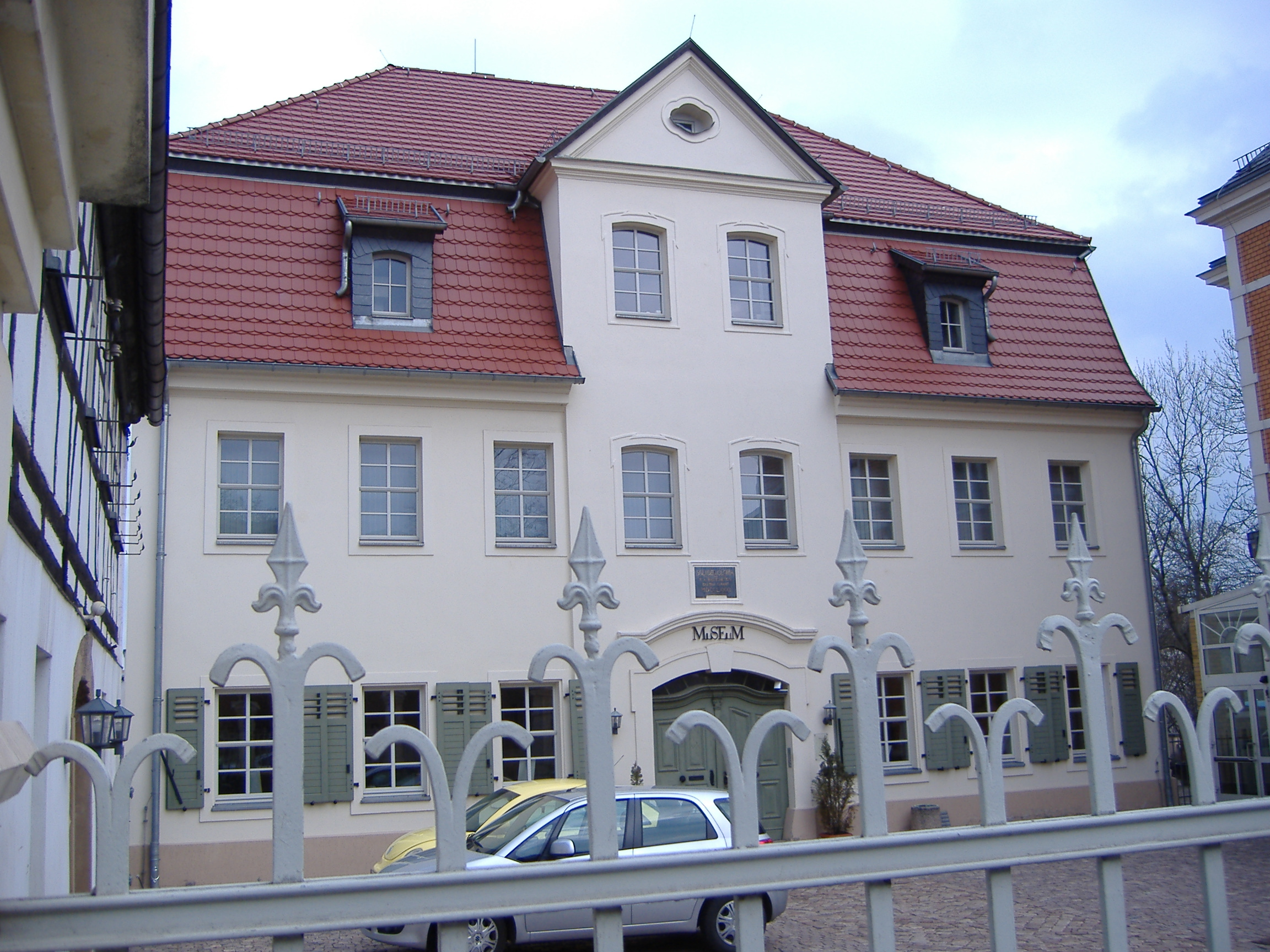
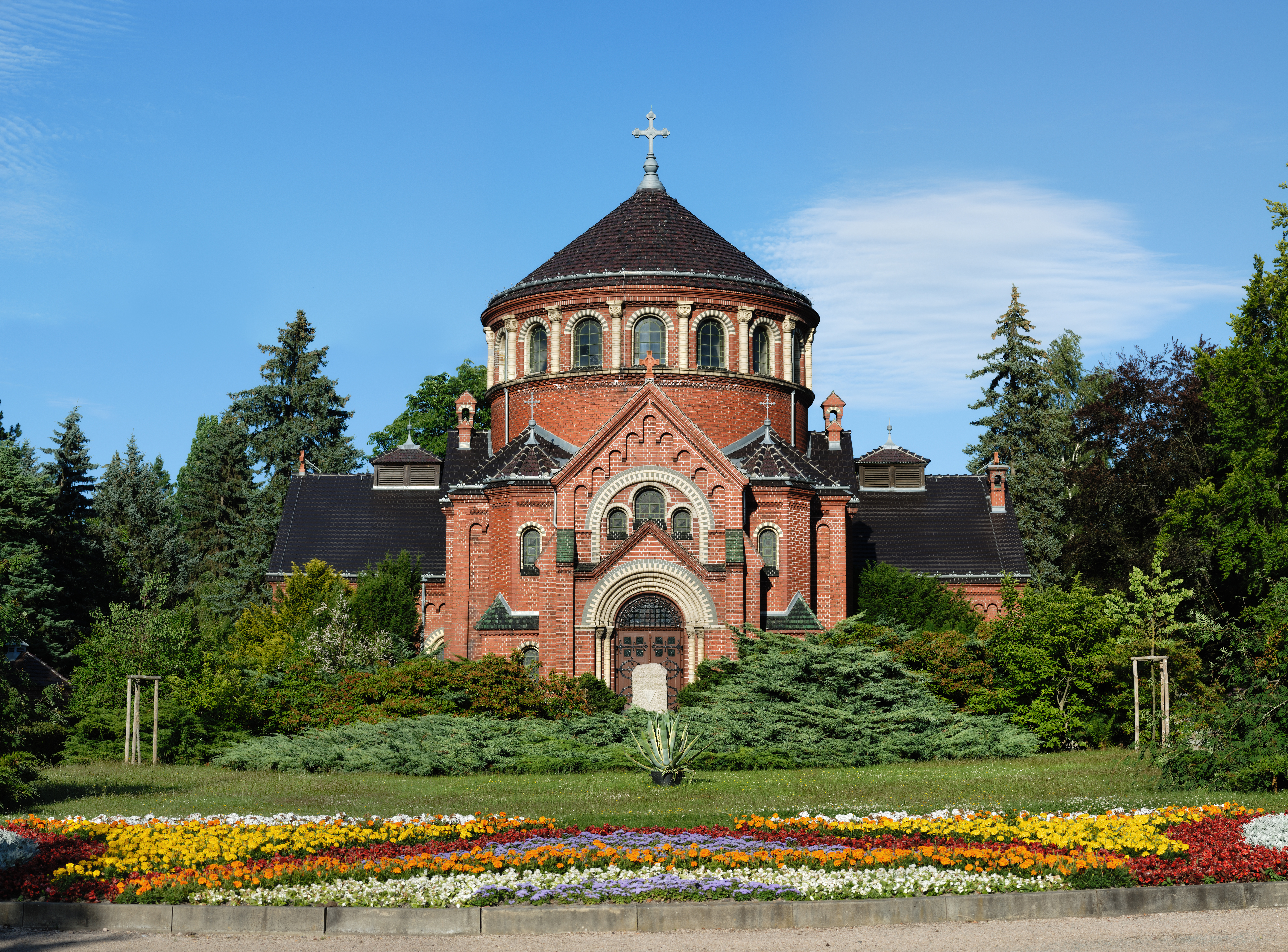
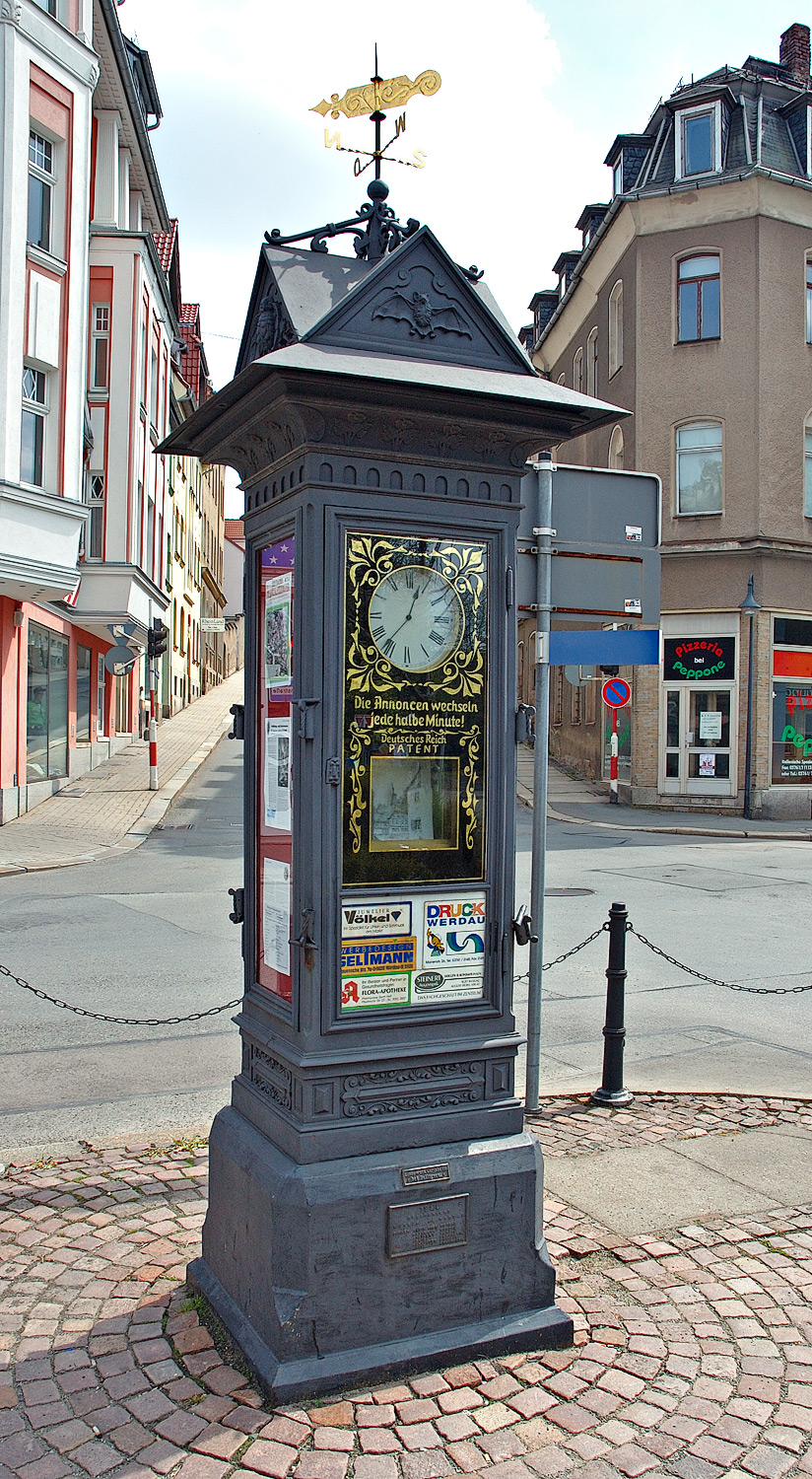
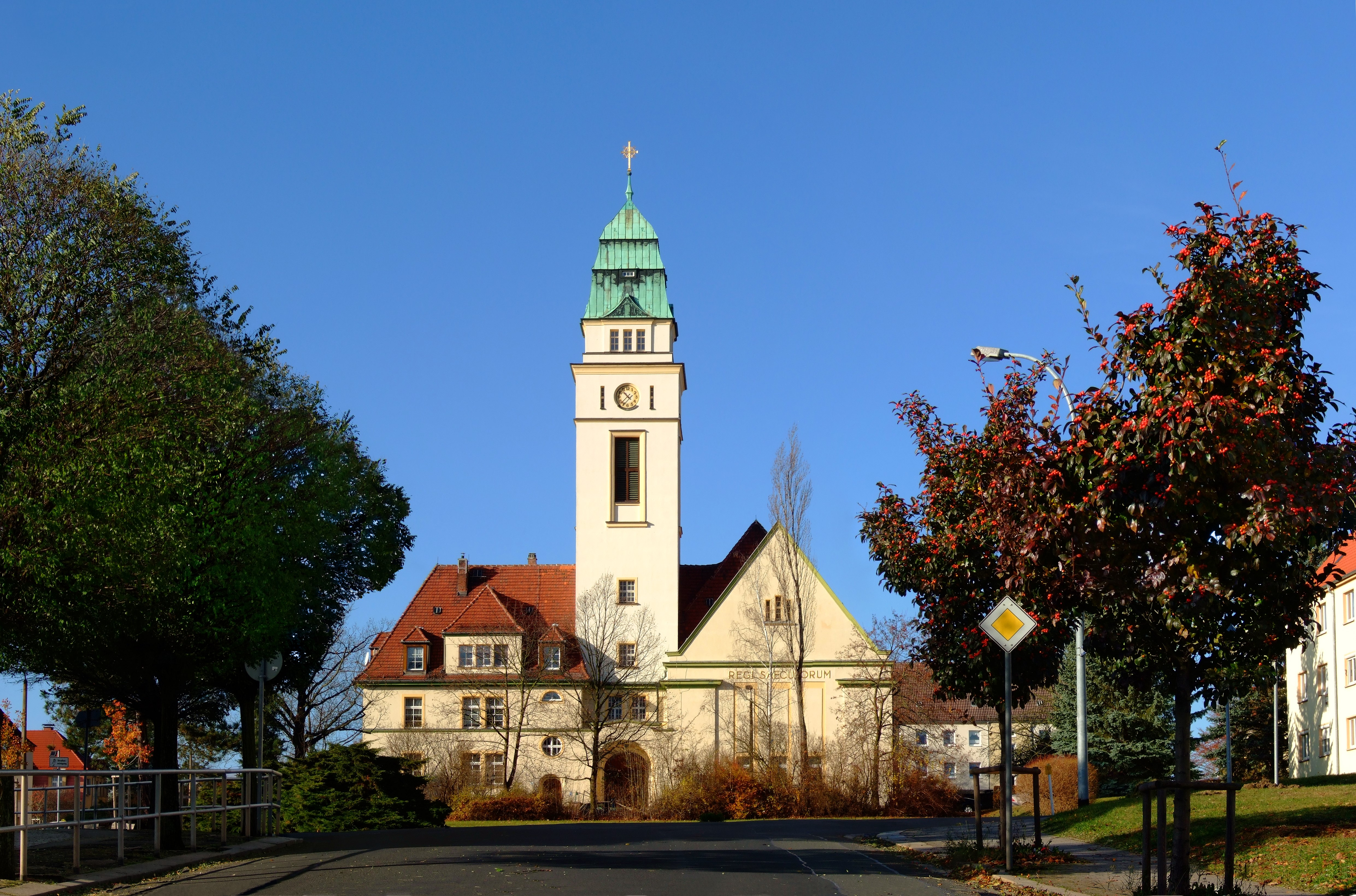